# Diplôme d’État d’accompagnant éducatif et social
En France, le Diplôme d’État d’accompagnant éducatif et social est un diplôme d'Etat de niveau 3 (CAP / BEP), permettant d'exercer la profession d'accompagnant éducatif et social spécialité structure, d'accompagnant éducatif et social spécialité domicile et d'accompagnement à l’éducation inclusive et à la vie ordinaire.

## Description
Ce diplôme est délivré par le ministère des affaires sociales[Par qui ?]. Ce titre fait partie des filières sociales. Les AES(accompagnant éducatif et social) ne sont pas des professionnels du secteur sanitaire mais des professionnels du secteur social et medico-social.  

## Conditions d'obtention
Il faut obtenir son concours d'entrée aux écoles pour entrer en formation - test écrit et oral. Cette formation se déroule sur 12 ou 18 mois selon votre situation au jour ou vous entrez à l'école. Il est possible pour le candidat d'entrer en contrat professionnel ou par la voie de la formation initiale.